# 第三只見川橋梁
第三只見川橋梁（だいさんただみがわきょうりょう）は、福島県大沼郡三島町の只見川に架かる東日本旅客鉄道（JR東日本）只見線の鉄道橋である。越後三山只見国定公園に属する。

## 概要
国鉄会津線（現・只見線）の会津宮下駅 - 会津川口駅間の延伸工事に伴って1953年（昭和28年）に完成し、1956年（昭和31年）に供用開始した。会津宮下駅 - 早戸駅間の阿賀野川水系只見川に架かる全長180.40 mの橋梁である（外部リンク参照）。
2021年（令和3年）に17施設からなる「只見線鉄道施設群」の1つとして土木学会選奨土木遺産に認定された。

## 構造
単線上路式プレートガーダー1連 + 単線上路式3径間連続ワーレントラスの形式であり、トラスは汽車製造製である。
- 1連目：支間長9.80 m
- 2連目：支間長170.40m（49.70 m + 71.00 m + 49.70 m）

## 周辺
- 滝原トンネル（只見線）
- 国道252号
- 国道400号（国道252号と共用）
- 福島県道237号小栗山宮下線
- 宮下ダム

## その他

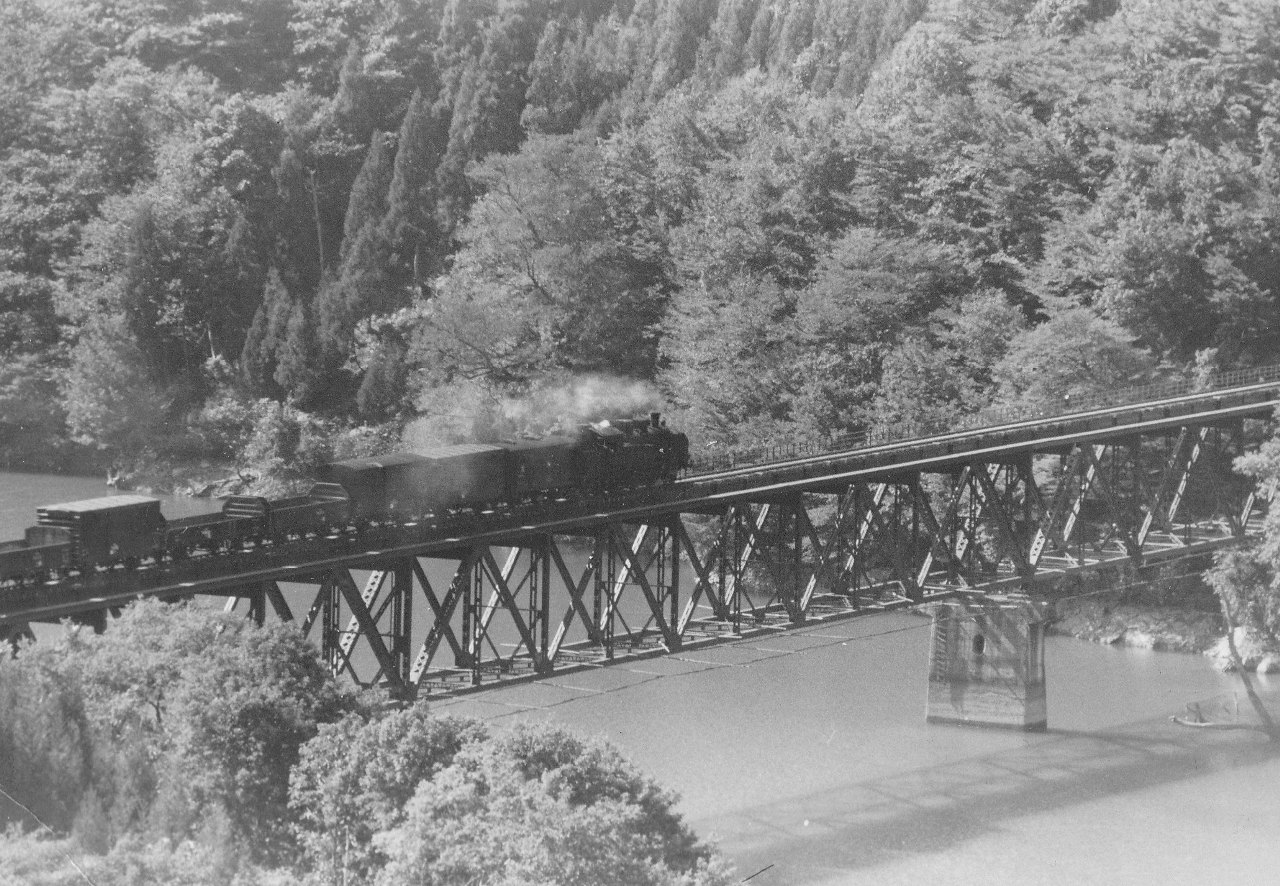
第三只見川橋梁を渡るC11形蒸気機関車（1973年11月）

- 只見川に架かる本橋梁は全国的に有名であり、鉄道ファンやカメラマンの有名撮影ポイントとなっている。また、紅葉時期には観光地案内として、国内旅行会社や仙台支社の観光パンフレットに、国道252号・400号および県道237号からの俯瞰図などの写真が掲載されていることが多い[4]。